# Urgleptes melzeri
Urgleptes melzeri là một loài bọ cánh cứng trong họ Cerambycidae.